# 奈良電気鉄道デトボ300形電車
奈良電気鉄道デトボ300形電車（ならでんきてつどうデトボ300がたでんしゃ）とは、奈良電気鉄道（奈良電、現：近鉄京都線）が保有した無蓋電動貨車の1形式である。
近鉄に引き継がれた際にモト60形となった。

## 概要
1928年11月3日の桃山御陵前 - 大和西大寺間部分開業に備え、同年10月にデトボ301の1両が日本車輌製造で製造された。

## 車体
全長14,440mm、最大幅2,394mmであり、両端に半鋼製乗務員室を設け、いずれも3枚の窓を設けた非貫通構造の妻面を備える。前照灯は妻面屋根上に取り付けている。両端の乗務員室の間はすべて無蓋の平坦な荷台（最大荷重15.3t）となっており、鋼板のあおり戸を設置している。また、荷台の奈良方の乗務員室寄りには独立したパンタグラフ台が設置されている。車体下には鉄板のあおり戸よけが設置されている。

## 主要機器
同時期の京阪電気鉄道の車両設計の影響を強く受けており、そのため制御器は電装品が京阪との資本関係のある東洋電機製造製、台車が住友金属工業製という京阪の標準的な組み合わせを踏襲している。

### 主電動機
出力60kWのものを4基搭載する。

### 制御器
先述の通り東洋電機製造のものを搭載している。

### 台車
住友製鋼所78A-32-B2台車を装着する。

### ブレーキ
開発元であるウェスティングハウス・エア・ブレーキ純正のM弁を簡略化したF三動弁によるAMF自動空気ブレーキ（Fブレーキ）を搭載する。

## 運用・廃車
奈良電の開業以来、保線作業・資材輸送などにおいて用いられ、近畿日本鉄道との合併に伴う形式称号の変更においてはモト60形と改番されている。
デトボ300形デトボ301 → モト60形61
その後も使用されたが、製造以来40年が経過し老朽化が進行していたこともあり1500V昇圧工事完成の時点で全車廃車の方針となり、1969年9月21日の昇圧時に廃車された。